# Puente Leonel Viera
Die Puente Leonel Viera (auch Puente de la Barra genannt) ist die Bezeichnung von zwei äußerlich gleich aussehenden Straßenbrücken, die die Ruta 10 im seitlichen Abstand von 20 m über den Fluss Arroyo Maldonado führen und Punta del Este mit El Tesoro und La Barra im Departamento Maldonado in Uruguay verbinden.

## Beschreibung
Die erste der beiden Brücken wurde von Leonel Viera (1913–1975) entworfen und zwischen 1963 und 1965 errichtet. 1998 erhielt Albert Ponce Delgado (1926–2015) den Auftrag zum Bau der zweiten Brücke, die 2002 dem Verkehr übergeben wurde.
Die Brücken sind zwei der wenigen, wenn nicht die einzigen Spannbandbrücken, die als Straßenbrücke ausgeführt wurden.
Sie sind 150 m lang und 10 m breit und haben zwei Fahrspuren und beidseits ca. 1 m breite Gehwege. Sie haben drei Felder mit Pfeilerachsabständen von 30 + 90 + 30 m. Ihre Fahrbahnen verlaufen in einer Wellenbewegung über die beiden Pfeilerkuppen, wobei der Durchhang zwischen ihnen in etwa der Kettenlinie folgt. Die Fahrbahnträger bestehen aus einem dünnen Spannbetonband. Die Pfeiler bestehen aus je fünf schlanken, V-förmig gespreizten Betonrippen, die die rund 17 m langen Kuppen tragen.

## Die Brücke in der Literatur
Als Pablo Neruda zu Gast bei Eduardo Victor Haedo, dem ehemaligen Präsidenten Uruguays, in dessen Haus La Azotea in Punta del Este war, beschrieb er die Brücke in einem Gedicht:

«Entre agua y aire brilla
el puente curvo
entre verde y azul las curvaturas
de cemento, dos senos y dos simas
con la unidad desnuda
de una mujer o una fortaleza
sostenida por letras de hormigón
que escribe en las páginas del río.»